# Oligochinus lighti
Oligochinus lighti är en kräftdjursart som beskrevs av J. L. Barnard 1969. Oligochinus lighti ingår i släktet Oligochinus och familjen Calliopiidae. Inga underarter finns listade i Catalogue of Life.